# Gens Ummidia
La gens Ummidia era una gens romana presente durante il I e II secolo d.C.. Il primo membro illustre della gens fu Gaio Ummidio Durmio Quadrato, governatore della Siria durante i regni di Claudio e Nerone. Gli Ummidii ottennero diversi consolati nel II secolo d.C. ed erano imparentati a Marco Aurelio per vincolo matrimoniale.
Gli Ummidii erano una gens minore, non molto antica e non era nota agli scrittori contemporanei. Il nomen Ummidius venne dato in varie forme da diversi autori. Flavio Giuseppe lo trascrive come Numidius, mentre in diverse edizioni di Tacito, Plinio e gli autori della Historia Augusta è scritto come Numidius, Vindius e Ummidius. Il nome viene anche menzionato dal poeta Orazio, ma sembra che la lettura originale fosse Ummidius.
La gens proveniva probabilmente dalla città di Casinum nel Latium adiectum (attuale Cassino, nel Lazio meridionale), dove un'iscrizione ricorda Ummidia Quadratilla, che finanziò la costruzione di un anfiteatro e di un tempio per i cittadini. In questo caso, gli Ummidii potrebbero essere stati di origine volsca, anche se il letterato Marco Terenzio Varrone ritieneva gli abitanti di Casinum di origine sannita.

## Itria nominausati dalla gens
Gli unici praenomen associato agli Ummidii sono Gaius e Marcus, ma in alcuni manoscritti di Tacito, Caius viene sostituito da Titus, ma questo sembra essere un errore. L'unico cognomen degli Ummidii era Quadratus, che significa piazza.

## Membri illustri della gens
- Gaio Ummidio Quadrato (Gaius Ummidius Quadratus): padre di Caio Ummidio Durmio Quadrato e di Ummidia Quadratilla;
- Gaio Ummidio Durmio Quadrato (Gaius Ummidius Durmius Quadratus): vissuto nel I secolo d.C., fu governatore della Siria sotto Claudio dal 51 fino alla sua morte nel 60. Acconsentì alla deposizione di Mitridate, re di Armenia;
- Ummidia Quadratilla (Ummidia Quadratilla): vissuta nel I secolo d.C., fu probabilmente la sorella di Gaio Ummidio Durmio Quadrato, una donna di grande ricchezza, che morì durante il regno di Traiano lasciando il suo patrimonio, compresa la casa già abitata dal giurista Gaio Cassio Longino, ai suoi nipoti;
- Ummidio Quadrato (Ummidio Quadratus): vissuto nel II secolo d.C., fu amico e ammiratore delle Plinio il Giovane, era il nipote di Ummidia Quadratilla. Fu suffectus consul sotto l'imperatore Adriano, dal quale fu poi perseguitato nel 118;
- Gaio Ummidio Quadrato (Gaius Ummidius Quadratus): vissuto nel II secolo d.C., fu sposato con Cornificia, sorella dell'imperatore Marco Aurelio e ricoprì la carica di console, ma l'anno del consolato è incerto;
- Marco Ummidio Quadrato (Marcus Ummidius Quadratus): vissuto nel II secolo d.C., fu nipote di Marco Aurelio e console nel 167 sotto l'imperatore Lucio Vero;
- Ummidia Cornificia Faustina (Ummidia Cornificia Faustina): vissuta nel II secolo d.C., fu nipote di Marco Aurelio;
- Ummidio Quadrato (Ummidius Quadratus): vissuto nel II secolo d.C., fu indotto da suo cugina, Lucilla, a cospirare contro suo fratello, l'imperatore Commodo, ma poiché la congiura fallì fu messo a morte nel 183.